# Kasugengan Lor
Kasugengan Lor is een bestuurslaag in het regentschap Cirebon van de provincie West-Java, Indonesië. Kasugengan Lor telt 7240 inwoners (volkstelling 2010).